# سمفونی شماره ۳ (دورژاک)
سمفونی شماره ۳ در می بمل ماژور یک اثر موسیقی کلاسیک ساخته شده توسط موسیقیدان اهل چک، آنتونین دورژاک است.
این سمفونی دارای سه موومان و اجرای آن حدود ۳۵ دقیقه طول می‌کشد. دقیقاً مشخص نیست که این اثر چه زمانی ساخته شده است (دورژاک یادداشت روی صفحه عنوان را با چاقو خراش داده است، به طوری که امکان بازسازی مهم‌ترین حرف‌ها وجود ندارد)
منتقد لودویت پروچازکا احساس می‌کرد که این سه موومان می‌توانند سه شعر سمفونیک باشند، اما فقدان یک اسکرتسو مانع از این شد که اثر واقعاً یک سمفونی باشد. با این حال، بررسی خود موسیقی وحدت بیشتری را از آنچه پروچازکا دیده بود نشان می‌دهد.
حرکت اول و سوم روی ای ماژور متمرکز است، در حالی که موومان دوم در C♯ سی مینور، است. علاوه بر این، هر دو موومان دوم و سوم حاوی اشاراتی به مطالب موضوعی از موومان اول هستند تا حس وحدت سمفونیک را تقویت کنند.
1. Allegro moderato (E♭ major), 343 measures
2. Adagio molto, tempo di marcia (C♯ minor → C♯ major), 273 measures
3. Allegro vivace (E♭ major), 760 measures